# Saint-Vincent-de-Cosse
 Saint-Vincent-de-Cosse   es una población y comuna francesa, situada en la región de Aquitania, departamento de Dordoña, en el distrito de Sarlat-la-Canéda y cantón de Saint-Cyprien.

## Demografía
| 360 | 319 | 278 | 314 | 302 | 351 |
| Para los censos de 1962 a 1999 la población legal corresponde a la población sin duplicidades (Fuente: INSEE [Consultar]) |     |     |     |     |     |